# Angus Cloud
Angus Cloud (Oakland, 10 juli 1998 – aldaar, 31 juli 2023) was een Amerikaans acteur.

## Carrière
Hij ging naar de School of Production Design aan de Oakland school for the Arts, waar hij een klasgenoot was van zijn toekomstige Euphoria-co-ster Zendaya. Cloud maakte zijn filmdebuut in de film North Hollywood in 2021, maar hij kende in de serie Euphoria zijn grote doorbraak. Toen hij werd gecast dacht hij dat hij opgelicht werd toen hij op straat werd aangesproken om een auditie te gaan doen. Hij was tevens van plan om naar Ierland te verhuizen.

## Privéleven
Conor Angus Cloud Hickey werd geboren en groeide op in Oakland. Hij was van Ierse afkomst en het grootste deel van zijn familie woont nog steeds in Ierland. Hij overleed op 25-jarige leeftijd aan een onopzettelijke overdosis drugs.

## Filmografie

### Films
| Jaar | Film             | Rol            | Opmerkingen     |
| ---- | ---------------- | -------------- | --------------- |
| 2021 | North Hollywood  | Walker         |                 |
| 2023 | You’re Lucky Day | Sterling       |                 |
| 2023 | The Line         | Robbert DeWitt |                 |
| 2024 | Abigail          | Dean           | Postuum-release |

### Series
| Jaar      | Serie             | Rol        | Opmerkingen     |
| --------- | ----------------- | ---------- | --------------- |
| 2019      | The Perfect Women | Chill Dude | 1 aflevering    |
| 2019-2022 | Euphoria          | Fezco      | 16 afleveringen |

- Gemeinsame Normdatei: 1263023711
- Library of Congress Control Number: no2023025641
- MusicBrainz: 3c495127-149e-4a13-89c9-0e27b19c6a98
- Système universitaire de documentation: 270008209
- Virtual International Authority File: 4254165870993264270002